# ابوالقاسم میرزا دولتشاهی
ابوالقاسم میرزا دولتشاهی از شاهزاده‌های قاجاری بود، که در دوره دوم بعنوان نماینده کرمانشاه در مجلس شورای ملی حضور داشت.